# Deux barré
Ne doit pas être confondu avec ƻ.

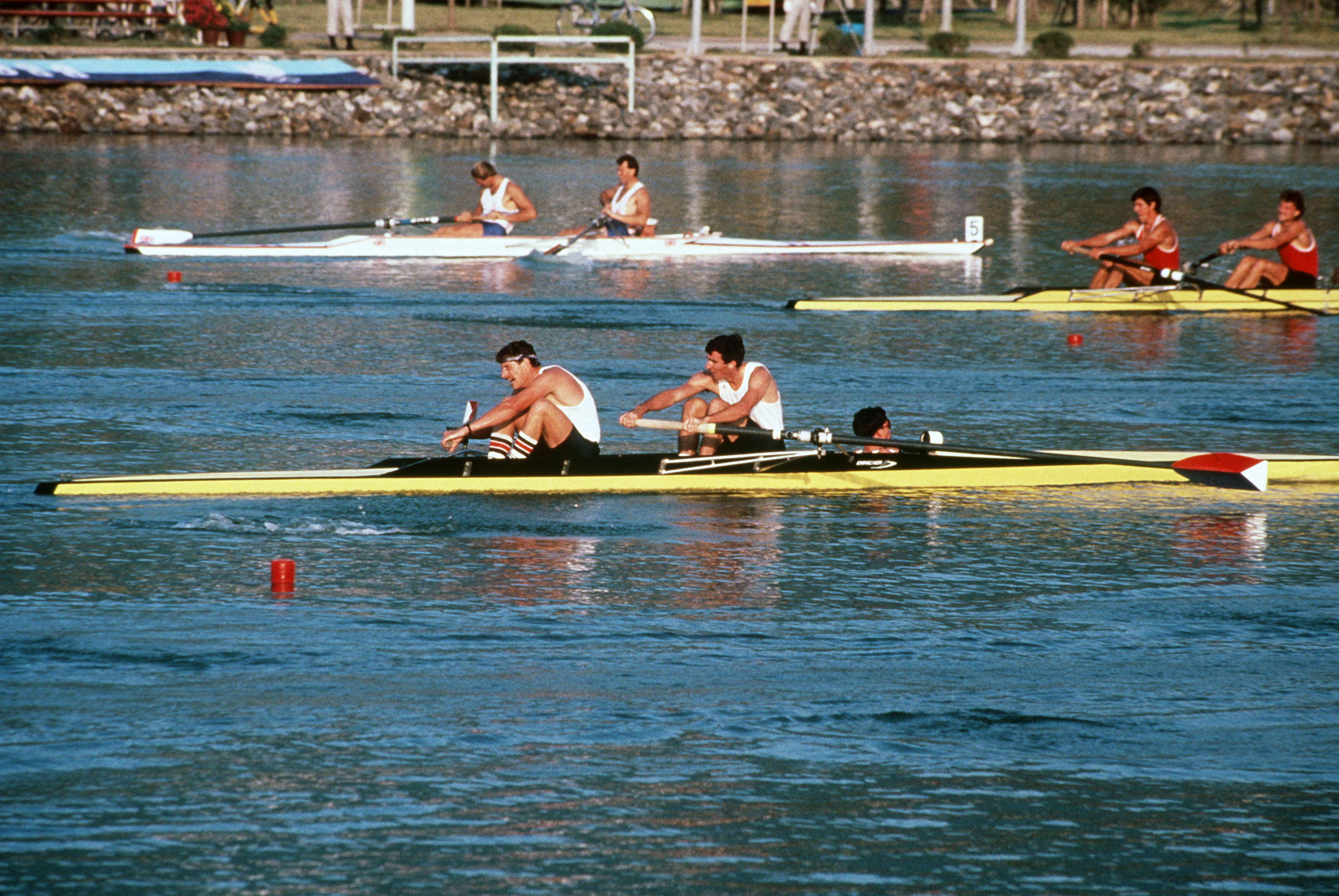
L'équipe des États-Unis aux Jeux olympiques d'été de 1988.

En aviron, le deux barré ou deux avec barreur est un bateau à deux rameurs barré. Il ne fait pas partie des catégories olympiques à l'aviron. Il en faisait cependant partie jusqu'en 1992.
Il s'agit d'un bateau de pointe, c'est-à-dire d'un bateau dont les rameurs ne disposent que d'une rame (ou pelle), par opposition aux bateaux de couple où les rameurs possèdent chacun deux rames.
Comme toujours en aviron, le rythme est imposé par le rameur situé à l'arrière, le "chef de nage", visible par l'autre rameur.
Caractéristiques :
- 2 rameurs et un barreur
- Longueur moyenne : 10,4 m
- Poids minimum : 32 kg

Giuseppe Abbagnale, son frère cadet Carmine Abbagnale et le barreur Giuseppe Di Capua composent l'équipage d'un deux barré italien pratiquement invincible dans les années 1980. Ils remportent 7 fois les Championnats du monde d'aviron entre 1981 et 1991 ainsi que le titre olympique à Los Angeles en 1984 et Séoul en 1988. Giuseppe Abbagnale est le porte-drapeau de l'Italie aux Jeux de Barcelone en 1992.